# 狄學耕
狄学耕（1820年—1899年），字曼农，号叔子。江苏溧阳人。
清嘉慶二十五年（1820年）生。官江西知县。狄氏好藏字画，以王叔明《青卞隐居图》及《睢阳五老图》册为压箱秘宝。狄学耕在王霞轩胁迫下，讓出《睢阳五老图》，不久辭官。光绪二十五年（1899年），因病去世。有子狄葆賢。